# برونوو (ویرجینیای غربی)
برونوو(به انگلیسی: Bruno) شهری در ایالت ویرجینیای غربی کشور ایالات متحده آمریکا است که جمعیت آن در سرشماری سال ۲۰۱۰ میلادی، ۵۴۴ نفر بوده‌است.